# Güney Ülmen
Reşit Güney Ülmen (11 settembre 1930 – 17 marzo 2020) è stato un cestista turco.

## Carriera
Cestista del Modaspor Istanbul, è stato convocato per le Olimpiadi 1952, senza disputare alcun incontro. Vanta complessivamente 23 presenze con la Turchia.

## Palmarès
- Campionato turco: 2

Modaspor: 1955, 1958